# Adriatik Kallulli
Adriatik Kallulli (ur. 28 sierpnia 1938 w Bari, zm. 24 grudnia 2011 w Wiedniu) – albański eseista, krytyk literacki i profesor, autor podręczników szkolnych i uniwersyteckich oraz ponad 1000 artykułów.

## Życiorys
W 1959 roku zaczął udzielać się w czasopiśmie Zëri i Rinija, gdzie krytykował oraz recenzował utwory pisarzy albańskich i zagranicznych, w tym poezje Dritëra Agollego oraz jedną z powieści Jakova Xoxy.

## Twórczość[1]
- Në frontin e letërsisë (1974)
- Njohuri mbi estetikën (1977)
- Nga realiteti te krijimtari (1987)
- Teori e letërsisë (1997)
- Pema e jetës (2002)

## Życie prywatne
Był żonaty z Nezi Kallulli.